# Olympische Winterspiele 1952/Teilnehmer (Schweiz)
| Gelbes Symbol für Goldmedaillen mit stilisierten Olympischen Ringen | Graues Symbol für Silbermedaillen mit stilisierten Olympischen Ringen | Braundes Symbol für Bronzemedaillen mit stilisierten Olympischen Ringen |
| ------------------------------------------------------------------- | --------------------------------------------------------------------- | ----------------------------------------------------------------------- |
| —                                                                   | —                                                                     | 2                                                                       |

Die Schweiz nahm an den Olympischen Winterspielen 1952 in der norwegischen Hauptstadt Oslo mit 55 Athleten, neun Frauen und 46 Männern, teil.
Seit 1924 war es die sechste Teilnahme eines Schweizer Teams bei Olympischen Winterspielen.

## Fahnenträger
Der Eishockeyspieler Ulrich Poltera trug die Fahne der Schweiz während der Eröffnungsfeier im Bislett-Stadion, bei der Schlussfeier, ebenfalls im Bislett-Stadion, wurde sie vom Skilangläufer Alfons Supersaxo getragen.

## Medaillen
Mit zwei gewonnenen Bronzemedaillen belegte das Schweizer Team Platz 11 im Medaillenspiegel.

### Bronze
| Name/n                                                              | Sportart | F/M | Wettkampf |
| ------------------------------------------------------------------- | -------- | --- | --------- |
| Fritz Feierabend und Stephan Waser                                  | Bob      |     | Zweier    |
| Fritz Feierabend, André Filippini, Albert Madörin und Stephan Waser | Bob      |     | Vierer    |

## Teilnehmer nach Sportarten

### Ski Alpin
| Damen: - Edmée Abetel Slalom: 25. Platz – 2:28,3 min - Olivia Ausoni Slalom: 10. Platz – 2:17,0 min - Madeleine Chamot-Berthod Abfahrt: 6. Platz – 1:50,7 min Riesenslalom: disqualifiziert Slalom: 6. Platz – 2:14,9 min - Silvia Glatthard Abfahrt: 15. Platz – 1:54,9 min Riesenslalom: 29. Platz – 2:23,1 min - Ida Schöpfer Abfahrt: 10. Platz – 1:53,0 min Riesenslalom: 16. Platz – 2:16,6 min Slalom: DNF (2. Lauf) - Idly Walpoth Abfahrt: 12. Platz – 1:53,8 min Riesenslalom: 25. Platz – 2:20,8 min | Herren: - Franz Bumann Slalom: 10. Platz – 2:04,8 min - Fernand Grosjean Riesenslalom: 11. Platz – 2:33,8 min - Bernhard Perren Abfahrt: 26. Platz – 2:46,1 min Riesenslalom: 8. Platz – 2:33,1 min Slalom: 21. Platz – 2:10,1 min - Gottlieb Perren Abfahrt: 10. Platz – 2:37,1 min - Fred Rubi Abfahrt: 4. Platz – 2:32,5 min Riesenslalom: 12. Platz – 2:34,0 min Slalom: 7. Platz – 2:03,3 min - Georges Schneider Abfahrt: 9. Platz – 2:37,0 min Riesenslalom: 5. Platz – 2:31,2 min Slalom: 48. Platz (1. Lauf) |

### Bob
| Zweierbob: - Fritz Feierabend / Stephan Waser (SUI I) Bronze – 5:27,71 min - Felix Endrich / Werner Spring (SUI II) 4. Platz – 5:29,15 min | Viererbob: - Fritz Feierabend / André Filippini / Albert Madörin / Stephan Waser (SUI I) Bronze – 5:11,70 min - Felix Endrich / Franz Kapus / Werner Spring / Fritz Stöckli (SUI II) 4. Platz – 5:13,98 min |

### Eishockey
Herren: 5. Platz
| - Hans Bänninger - Gian Bazzi - François Blank - Bixio Celio - Reto Delnon - Walter Dürst - Émile Golaz - Emil Handschin - Paul Hofer | - Willy Pfister - Gebhard Poltera - Ulrich Poltera - Otto Schläpfer - Otto Schubiger - Alfred Streun - Hans-Martin Trepp - Paul Wyss |

### Eiskunstlauf
| Damen: - Yolande Jobin 18. Platz - Susi Wirz 15. Platz | Herren: - François Pache 9. Platz | Paare: - Michel Grandjean / Silvia Grandjean 7. Platz |

### Ski Nordisch

#### Langlauf
Herren:
- Otto Beyeler
50 km: 15. Platz – 4:06:15 h
- Karl Bricker
18 km: 46. Platz – 1:12:19 h
- Karl Hischier
50 km: 17. Platz – 4:13:46 h
- Fritz Kocher
4 × 10 km Staffel: 9. Platz – 2:38:00 h
- Alfred Kronig
18 km: 30. Platz – 1:10:12 h
4 × 10 km Staffel: 9. Platz – 2:38:00 h
- Walter Lötscher
18 km: 35. Platz – 1:10:45 h
4 × 10 km Staffel: 9. Platz – 2:38:00 h
- Alfred Roch
50 km: 16. Platz – 4:09:39 h
- Josef Schnyder
18 km: 37. Platz – 1:10:51 h
50 km: 20. Platz – 4:18:45 h
- Alfons Supersaxo
18 km: 26. Platz – 1:09:38 h
4 × 10 km Staffel: 9. Platz – 2:38:00 h

#### Nordische Kombination
- Alfons Supersaxo
Einzel (18 km / Normalschanze): 10. Platz

#### Skispringen
- Andreas Däscher
Normalschanze: 16. Platz – 200,5 Punkte
- Hans Däscher
Normalschanze: 20. Platz – 198,5 Punkte
- Jacques Perreten
Normalschanze: 23. Platz – 193,0 Punkte
- Fritz Schneider
Normalschanze: 26. Platz – 189,5 Punkte

## Weblink
- Schweizer Olympiamannschaft 1952 in der Datenbank von Sports-Reference (englisch; archiviert vom Original)